# The Gift of Christmas
The Gift of Christmas è il quinto album in studio (il primo natalizio) del gruppo musicale femminile statunitense En Vogue, pubblicato nel 2002.

## Tracce
1. Oh Christmas Tree Greeting – 0:46
2. I Saw Mommy Kissing Santa Claus – 2:22
3. Have Yourself a Merry Little Christmas – 3:07
4. Jingle Bells (Euro Mix) – 2:52
5. Snowy Nights – 3:16
6. My Christmas – 3:37
7. Merry Christmas Baby – 4:14
8. This Christmas – 3:37
9. That's What Christmas Means to Me – 2:32
10. With My Honey – 3:46
11. Oh Holy Night – 3:12
12. What Child Is This? – 1:37
13. What Child Is This? (Vocal) – 2:14
14. Jingle Bells (Rock Version) (Bonus Track) – 3:00
15. Jingle Bells (Instrumental Version) (Bonus Track) – 2:52